# Chavin, Indre

Chavin este o comună în departamentul Indre, Franța. În 1 ianuarie 2022 avea o populație de 270 de locuitori.